# Отто Дегенер
Отто Дегенер (англ. Otto Degener; 1899-1988) — американський ботанік і колекціонер, дослідник флори Тихого океану, визнаний спеціаліст з флори Гавайських островів .

## Біографія
Магістерську дисертацію Отто Дегенер захистив у 1922 році в Гавайському університеті, докторську — в Колумбійському університеті. Деякий час він викладав в Гавайському університеті, працював в Гавайському ботанічному саді.
У 1932 році почав свою найвизначнішу працю, Flora Hawaiiensis. Він зібрав понад 36 000 різних видів і зберіг близько 900 видів рідкісних і зникаючих рослин.
На основі матеріалів, зібраних Дегенером на островах Фіджі у 1941 році, була описана рослина Degeneria vitiensis. Згодом, вид був виділений не тільки в окремий рід Degeneria, що названий на його честь, але і в окрему родину Degeneriaceae.
Дружина Отто Дегенера, Іса Дегенер (англ. Isa (Irmgard) Degener, уроджена Hansen, нар. 1924) — ботанік, фахівець з таксономії. Вони одружилися у 1953 році. Отто і його дружина в співавторстві написали десять монографій і понад чотириста журнальних статей.